# Six (musical)
Six è un musical britannico con libretto, musica e testi di Toby Marlow e Lucy Moss. Il musical è una rivisitazione moderna delle vite delle sei mogli di Enrico VIII d'Inghilterra presentate come un concerto pop, mentre le mogli si alternano cantando e raccontando la loro storia per vedere chi ha avuto il momento peggiore con Enrico e chi dventerà la cantante principale del gruppo.

## Trama
Lo spettacolo si apre con le regine che si esibiscono in un numero di apertura di un concerto pop, come una moderna girl band, si presentano e danno il benvenuto allo spettacolo ("Ex-Wives"). Si rivolgono alla folla per dire loro che questo spettacolo sarà caratterizzato da una competizione, e chiunque avesse il "the biggest load of B.S.", cioè il carico più grande di "stronzate" con cui ha avuto a che fare in vita per colpa dell'uomo che le ha sposate, Enrico VIII, sarà colei che guiderà il gruppo. Caterina d'Aragona inizia e racconta il suo matrimonio con Enrico e successivamente l'annullamento, e di come abbia rischiato di essere mandata in un convento quando egli iniziò a desiderare Anna Bolena ("No Way"). Quando Aragona afferma di essere la vincitrice, le altre regine menzionano Anna e il modo in cui si è sovrapposta a lei durante il suo matrimonio, con conseguente annullamento, e Anna racconta il suo tempo come regina con Enrico e la sua esecuzione ("Don't Lose Ur Head"). Jane Seymour quindi annuncia che è il suo turno di raccontare ciò che ha sopportato, ma le altre regine la deridono per non avere molto da affrontare siccome, come lei stessa afferma, era "l'unica che lui amava veramente". Seymour ammette che, sebbene possa essere stata fortunata a non dover soffrire per mano di Enrico, è rimasta comunque accanto a lui, con tutti i suoi difetti e le sue colpe ("Heart of Stone").
La storia cambia poi quando le regine si trasformano improvvisamente in membri dello studio di pittura di Hans Holbein, parlando di come rendono le donne che dipinge belle per i ritratti. In un allestimento parodia di Tinder, presentano tre donne: Cristina di Danimarca, Amalia di Cleves e Anna di Cleves, sorella maggiore di Amalia. Quando Enrico "scorre a destra", per così dire, su Anna, tutti presumono che sposerà Anna e si sposeranno felicemente ("Haus of Holbein"). Ovviamente, la loro unione alla fine è sfortunata quando rifiuta Anna, e lei finge di lamentarsi su come sia quindi costretta a vivere in un bellissimo palazzo a Richmond (anche se non si sta davvero lamentando) ("Get Down"). Le Regine sottolineano che la vita di Cleves non sembra così difficile. Mentre Catherine Howard è in procinto di iniziare a raccontare, le regine la sminuiscono per essere "la Catherine meno rilevante", ma Howard si vendica citando i difetti nelle ragioni delle altre regine. Quindi racconta la sua vita e gli uomini che l'hanno ferita, portando al suo matrimonio con Enrico e alla decapitazione ("All You Wanna Do").
Quando le regine iniziano una lite su chi dovrebbe vincere il titolo di cantante principale confrontando i loro traumi legati a Enrico, Caterina Parr mette fine a questo, chiedendosi se essere ricordate solo per essere la moglie di Enrico - piuttosto che da quello che effettivamente hanno fatto come regine - è il vero modo di vincere, raccontando la sua storia ("I Don't Need Your Love"). Sono lentamente ma sicuramente d'accordo con lei e cantano con orgoglio che non hanno bisogno dell'amore di Enrico per sentirsi validate come persone ("I Don't Need Your Love (Remix)"). Negli ultimi cinque minuti dello spettacolo decidono quindi di "riscrivere" le storie che hanno raccontato e cantare per se stesse e per un cambiamento, cantando insieme come gruppo piuttosto che come soliste, e scrivendo i propri per sempre felici e contenti ("Six").
In tutte le esibizioni dal vivo dello spettacolo fino ad oggi, le regine eseguono un numero Encore che non è presente nella registrazione del cast originale, che è un mashup di tutte le canzoni eseguite nello spettacolo (meno "Haus of Holbein") chiamato "Megasix".

## Produzioni

### Edinburgh Fringe (2017)
L'idea per il musical è venuta a Toby Marlow mentre studiava nel suo ultimo anno all'Università di Cambridge, e nonostante le incertezze della collaboratrice Lucy Moss, la coppia ha scritto il musical mentre studiava per gli esami finali. La produzione in prima mondiale ha avuto luogo alla Fringe di Edimburgo nel 2017, presentata dalla Cambridge University Musical Theater Society.

### Arts Theatre (2017)
La produzione di Edimburgo ha attirato l'attenzione di numerosi produttori e ha fatto il suo debutto professionale il 18 dicembre 2017, eseguendo sei spettacoli Off-West End all'Arts Theatre. Una registrazione completa del cast è stata rilasciata il 13 settembre 2018, con il cast originale di Arts Theater.

### Tour del Regno Unito (2018)
Six ha iniziato il suo primo tour nel Regno Unito l'11 luglio a Norwich, tornando alla Fringe di Edimburgo il 1 ° agosto 2018. Six si è trasferito all'Arts Theatre nel West End con una serata di apertura il 30 agosto. La produzione è terminata il 14 ottobre prima di continuare il tour nel Regno Unito. Il tour nel Regno Unito si è concluso il 30 dicembre 2018 a Glasgow.

### Arts Theatre (2019)
Il musical è stato riaperto per una durata iniziale di 16 settimane presso l'Arts Theatre il 17 gennaio La durata iniziale è stata prorogata fino a luglio 2020.

### Tour del Nord America (2019)
Six ha debuttato in Nord America al Chicago Shakespeare Theatre a maggio 2019. Diretto da Jamie Armitage e Lucy Moss, la première di Chicago è prodotta dai produttori londinesi di Six con l'aggiunta del produttore di Broadway Kevin McCollum. Secondo Chris Jones, la produzione di Chicago è stata probabilmente una prova di Broadway. La stessa produzione si trasferisce all'American Repertory Theatre a Cambridge, nel Massachusetts, nell'agosto del 2019, prima di fare la sua prima canadese al Citadel Theatre di Edmonton a novembre. La produzione è quindi programmata per andare in scena al Ordway Center for the Performing Arts di St. Paul, Minnesota, dal 29 novembre al 22 dicembre, prima del suo debutto a Broadway.

### Sydney (2020)
Six avrà la sua prima in Australia al Sydney Opera House, a partire da gennaio 2020.

### Broadway (2020)
Le anteprime a Broadway inizieranno a febbraio e apriranno il 12 marzo 2020 al Brooks Atkinson Theatre.

### Chicago (2020)
Il 4 agosto 2019, durante lo spettacolo finale della première di Chicago, è stato annunciato che Six sarebbe tornato in città per un periodo di 16 settimane al Broadway Playhouse dall'8 luglio al 25 ottobre 2020.

## Cast principale
| Ruolo              | Cast originale di Edimburgo | Cast originale dell'Arts Theatre | Cast originale del tour del Regno Unito | Cast originale del West End | Cast originale del tour nordamericano |
| ------------------ | --------------------------- | -------------------------------- | --------------------------------------- | --------------------------- | ------------------------------------- |
| Caterina d'Aragona | Megan Gilbert               | Renée Lamb                       | Jarneia Richard-Noel                    | Jarneia Richard-Noel        | Adrianna Hicks                        |
| Anna Bolena        | Ashleigh Weir               | Christina Modestou               | Millie O'Connell                        | Millie O'Connell            | Andrea Macasaet                       |
| Jane Seymour       | Holly Musgrave              | Natalie Paris                    | Natalie Paris                           | Natalie Paris               | Abby Mueller                          |
| Anna di Cleves     | Tilda Wickham               | Genesis Lynea                    | Alexia McIntosh                         | Alexia McIntosh             | Brittney Mack                         |
| Katherine Howard   | Annabel Marlow              | Aimie Atkinson                   | Aimie Atkinson                          | Aimie Atkinson              | Samantha Pauly / Courtney Mack        |
| Catherine Parr     | Shimali de Silva            | Izuka Hoyle                      | Maiya Quansah-Breed                     | Maiya Quansah-Breed         | Anna Uzele                            |

## Numeri musicali
- Ex-Wives - The Queens
- Ex-Wives (Reprise) - The Queens[M 1]
- No Way - Caterina d'Aragona
- Anne Boleyn Interlude - The Queens[M 1]
- Don't Lose Ur Head - Anna Bolena
- Heart of Stone - Jane Seymour
- Haus of Holbein - Compagnia
- Haus of Holbein (Playoff) - Compagnia[M 1]
- Get Down - Anna di Clèves
- All You Wanna Do - Catherine Howard
- I Don't Need Your Love - Caterina Parr
- I Don't Need Your Love (Remix) - Caterina Parr & the Queens[M 2]
- Six - The Queens
- Megasix - The Queens[M 1]

1. 1 2 3 4  Non incluso nella registrazione in studio del cast.
2. ↑  Incluso come parte di "I Don't Need Your Love" nella registrazione in studio del cast.

## Accoglienza
In una recensione della produzione dell'Arts Theatre, Dominic Cavendish di The Telegraph ha definito lo spettacolo "gloriosamente - persuasivamente - coerente, fiducioso e inventivo". Lyn Gardner di The Guardian ha scritto: "Potrebbe essere ammantato di stupidità, ma Six fa alcuni punti seri sull'essere vittime e sulla sopravvivenza delle donne".
In una recensione della produzione di Chicago, Chris Jones di The Chicago Tribune ha elogiato lo spettacolo come "dinamico" e "esplosivo", con un "senso dell'umorismo e uno spirito radicale". Marlow e Moss sono "scrittori comici di talento", ha osservato, e ha elogiato la "forza musicale delle attrici intensamente impegnate e di talento" nel cast di Chicago. Jones suggerisce che lo spettacolo potrebbe usare altri 10 minuti di materiale che si allontana dalla presunzione della gara di canto della trama e verso il centro emotivo dei personaggi. Pensa anche che l'orchestrazione delle canzoni potrebbe essere più sostanziale. Jones crede che Six abbia un pubblico pronto per questo, in parte perché arriva a un complesso paradosso storico e lo tratta con sincerità, i ricordi delle donne nella storia sono legati alla vita di un uomo. Hedy Weiss del WTTW elogia il musical come "sensazionale", individuando ogni interprete del cast di Chicago. Weiss pensa anche che lo spettacolo crei motivazioni convincenti per ogni personaggio e, oltre a lodare gli scrittori, prende atto della "regia esplosiva di Moss e Jamie Armitage, e della direzione della musica di Roberta Duchak", nonché dei costumi scintillanti di Gabriella Slade e l'illuminazione in stile arena di Tim Deiling ". Secondo Rachel Weinberg di Broadway World, "Six realizza una gioiosa e anacronistica rimozione del patriarcato" attraverso le esibizioni di un cast "brillante" e un libretto e una colonna sonora con un metodo compositivo inventivo e sensazionale. Jesse Green del New York Times ha scritto che il musical è "puro intrattenimento", la sceneggiatura è "maliziosamente intelligente", i "fantastici cantanti" del cast di Chicago vendono lo spettacolo "senza sosta", e i valori di produzione "si addicono a una prima sensazionale con il sostegno di Broadway".

### Approfondimenti
1. ↑  Per il nome del personaggio è utilizzata la grafia tedesca, 'Anna', al posto della grafia tradizionale inglese, 'Anne'.
2. ↑  Dalla messa in scena di Chicago del 25 giugno, Mack sostituì Pauly in questo ruolo,[8] così come durante la stagione all'A.R.T. Pauly tornerà per le repliche ad Edmonton.[16][17]

### Fonti
1. ↑   Marking her-story: SIX announces UK tour and West End run, su Official London Theatre. URL consultato il 6 novembre 2018.
2. ↑   We wrote a musical during our finals...now it's on in the West End, su The JC. URL consultato il 6 novembre 2018.
3. ↑   Tim Wilcock, Edinburgh Fringe 2017 - SiX, su Fringe Review, 25 agosto 2017.
4. ↑   Six extends in the West End, su Whatsonstage. URL consultato il 6 novembre 2018.
5. ↑   Six the musical is returning to the West End next year, su Evening Standard. URL consultato il 6 novembre 2018.
6. ↑   Six announces new West End cast members, su WhatsOnStage.com. URL consultato l'8 agosto 2019.
7. ↑   New Musical Six, About Wives of King Henry VIII, Will Play Chicago Shakespeare Theater, su Playbill.com. URL consultato il 20 dicembre 2018.
8. 1 2   Chicago Shakespeare Theater: SIX, su chicagoshakes.com. URL consultato il 22 gennaio 2019.
9. ↑  (EN) Chris Jones, Chicago Shakespeare to nix 'Broomsticks' and premiere new rock opera 'Six', in Chicago Tribune. URL consultato il 22 gennaio 2019.
10. ↑   Announcing A.R.T.'s 2019/20 Season, su A.R.T.. URL consultato il 24 aprile 2019.
11. ↑   J Nelly Nestruck, Edmonton’s Citadel Theatre nabs Canadian premiere of hit London musical Six, su The Globe and Mail. URL consultato il 14 luglio 2019.
12. ↑   Dan Meyer, Six Continues American Conquest With Ordway Engagement This Fall, su Playbill. URL consultato il 31 luglio 2019.
13. ↑   Nathanael Cooper, Divorced. Beheaded. Live: Musical about Henry VIII's wives coming to Sydney, in The Sydney Morning Herald. URL consultato il 6 agosto 2019.
14. ↑   Ryan McPhee, Six Musical, Putting Henry VIII’s Wives in the Spotlight, Heads to Broadway, su Playbill, 1º agosto 2019. URL consultato il 1º agosto 2019.
15. ↑   SIX to Return to Chicago in Summer 2020, su BroadwayWorld. URL consultato il 5 agosto 2019.
16. ↑   Chicago Company Of SIX Will Reprise Roles In American Repertory Production, su BroadwayWorld. URL consultato il 15 agosto 2019.
17. ↑  Samantha Pauly Official Website
18. ↑  (EN) Dominic Cavendish, Six review, Arts Theatre: gloriously musical meeting with all Henry VIII's wives, in The Telegraph, 28 agosto 2018. URL consultato il 18 agosto 2019.
19. ↑  (EN) Lyn Gardner, Six review – Henry VIII's wives form girl band to take a pop at history, in The Guardian, 10 gennaio 2018. URL consultato il 18 agosto 2019.
20. ↑  (EN) Chris Jones, Now at Chicago Shakes, 'Six' gives these Tudor wives a voice and could be a huge hit, in Chicago Tribune, 23 maggio 2019. URL consultato il 27 maggio 2019.
21. ↑  (EN) Hedy Weiss, In Knockout Musical ‘Six,’ King Henry VIII’s Wives Have Their #MeToo Moment, in WTTW, 23 maggio 2019. URL consultato il 27 maggio 2019.
22. ↑  (EN) Rachel Weinberg, BWW Review: SIX at Chicago Shakespeare Theater, in Broadway World, 25 maggio 2019. URL consultato il 27 maggio 2019.
23. ↑  (EN) Jesse Green, On Chicago’s Stages, Women With Problems, in The New York Times, 2 giugno 2019. URL consultato il 18 luglio 2019.